# Маријеве реформе
Маријеве реформе је назив за реформе које је на почетку свог мандата године 107. п. н. е. спровео римски конзул Гај Марије у сврху побољшања војне моћи Римске републике. Њима је тадашња римска војска од милицијске претворена у професионалну стајаћу војску што је имало далекосежне политичке последице − с једне стране је Рим себе потврдио као најефикаснију војну силу антике, док је с друге стране поткопан ауторитет цивилне власти и створени услови да се република трансформише у царство.

## Реформе
Процењујући да му је потребна бројнија војска за окончање Југуртиног рата, Гај Марије је желео да спроведе опсежнију регрутацију. Наиме, по дотадашњим законима римску војску могли су да служе носиоци римског грађанског права који су поседовали имовину у висини од бар 3000 сестерција и који су самим тим сами себи могли да обезбеде оружје и опрему. Како реформе браће Тиберија и Гаја Граха нису успеле, слој ситних италских земљопоседника, који је давао већину војске је прилично пропао у материјалном погледу тј спао је испод имовинског цензуса. Поред тога, у истом периоду Римљани су претпели тешке губитке у рату са Кимбрима и Тевтонцима, где је 113. конзул Карбон изгубио 20.000 људи, и далеко умереније, али неугодне губитке у рату са Југуртом. Пошто су варвари запретили Италији поново, преостала Метелова војска је послата у алпске крајеве.
Марије је морао да обезбеди регрутацију и проблем је решио тако што је, супротно дотадашњој традицији, омогућио најсиромашнијим грађанима (capite censi) да приступе војсци. По његовој замисли, војска је професионализована тако што је војник пристајао да служи на 25 година, а заузврат га је држава снабдевала опремом, оружјем и редовном платом у новцу. Поред тога војници су имали право на део ратног плена.
Пошто је окупио и опремио своју будућу војску, Марије је спровео ригорозну и уједначену војну обуку. Војска је стриктно подељена на легије од по 6.000 људи од чега је на војнике отпадало 5 200. Свака легија се делила на 10 кохорти, а свака кохорта на центурије које је чинило око 80 људи. Центурије су заједно марширале, наступале у борбу и подизале заједнички логор. Војници су били дужни да носе сопствено оружје и опрему (око 25 kg најмање) тако да, сем што су добили надимак Маријеве муле, мобилност легија, које нису сада биле оптерећене бројном комором, је повећана.
По трећем делу реформе, војници су по завршетку службе добијали комад земље у Италији који би био довољан за даље издржавање њихових породица. Подела земље ислуженим војницима зависила је од њиховог заповедника. Официрски кадар је исто тако професионализован и сада је примао исплате новца 10-25 пута веће од обичних војника. Марије је такође обећао римско грађанско право становницима средње Италије (Пиценум, Етрурија...) који би одслужили пун војни рок.

## Потоње реформе
Реформом су укинуте поделе римске војске на манипуле и родови хастата, принципа, тријарија и велита.

## Последице
Нове легије су постајале више одане својим војсковођама него Риму, што је омогућило потоње грађанске ратове.